# Stenotettix
Stenotettix is een geslacht van rechtvleugeligen uit de familie sabelsprinkhanen (Tettigoniidae). De wetenschappelijke naam van dit geslacht is voor het eerst geldig gepubliceerd in 1873 door Stål.

## Soorten
Het geslacht Stenotettix  is monotypisch en omvat slechts de volgende soort:
- Stenotettix macilentus (Stål, 1873)